# Draft survey
Draft survey (eng. draft - zanurzenie statku, survey - inspekcja) - sposób wyznaczenia ciężaru ładunku załadowanego bądź wyładowanego ze statku. 
W celu wyznaczenia ciężaru ładunku dokonuje się pomiarów zanurzenia statku, następnie oblicza się wyporność i ustala bilans ciężarów (statek pusty, balast, paliwo, inne zapasy). Pomiary i obliczenia przeprowadza się przed rozpoczęciem i po zakończeniu operacji ładunkowych. Porównanie bilansów daje ciężar ładunku.
Sposób ten jest stosowany w żegludze ze względu na często występujące trudności z określeniem ilości ładunku w inny sposób.